# Увлекательная фонетика с обезьянкой
«Увлекательная фонетика с обезьянкой» (англ. Hooked on Monkey Phonics) — эпизод 313 (№ 43) сериала «Южный Парк», премьера которого состоялась 10 ноября 1999 года.

## Сюжет
В качестве подготовки к конкурсу по произношению слов Лиэн покупает Картману специальный набор для обучения — «Увлекательная фонетика с обезьянкой» (включающий в себя кассету с упражнениями, карточки со словами и настоящую обезьянку с ударной установкой, которая должна задавать ритм произношению). На конкурсе Эрик надеется на её поддержку, однако та в самый ответственный момент не желает стучать в такт слову и Эрик выбывает. В финале остаются Кайл и двое никому незнакомых детей, которые обучаются дома — Марк и Ребекка Котсуолды. Они побеждают и до ухода домой успевают немного поговорить с обычными детьми.
Дома Марк говорит о том, что ему стало интересно общаться с «обычными» детьми, и заявляет, что хочет сходить в обычную школу. Родители не хотят допускать такое, однако в конце концов отпускают его в огромном пластиковом баллоне. Недовольные школьники вытаскивают его из баллона и привязывают изолентой к скамейке. Отец Марка приходит ко взрослым в бар поговорить по поводу инцидента, но и те привязывают его изолентой к скамье.
Тем временем Кайл проявляет интерес к Ребекке. Он пытается с ней поговорить, поёт песни под окном; в конце концов ему удаётся прийти к ней в комнату, где они играют в доктора (игра, к облегчению родителей Ребекки, оказывается всего лишь неким подобием попыток трепанации черепа налысо обритому прямо сквозь шапку Кайлу). Во время очередной встречи Кайл говорит Ребекке о своём чувстве, и они целуются. Кайл приглашает Ребекку на школьную дискотеку.
Картман, узнав от Марка что такое домашнее обучение, загорается этой идеей и переходит на такой же режим. Поскольку мама не может заставить его ничем заниматься, для Эрика занятия превращаются в долгий сон, полное безделье и постоянный просмотр телевизора.
Когда Кенни и Стэн навещают Картмана у него дома, Кенни пытается отобрать у обезьянки пирожное. Та нападает на него, избивает и убивает.
На дискотеке, посвященной памяти операции в заливе Свиней, Dio исполняют песню «Holy Diver». Мальчики планируют примотать Марка изолентой к флагштоку. Под впечатлением от поцелуев Ребекка приходит на дискотеку вульгарно одетой и целуется со всеми подряд; Марк говорит Кайлу, что тот превратил его сестру в шлюху, и избивает его. Теперь ребята считают, что Марк крутой, и наперебой пытаются подружиться с ним. Родители, пришедшие присматривать за Марком и Ребеккой, понимают, что незнание реальной жизни может закончиться для детей пагубно, и разрешают Марку посещать школу снова. На дискотеке появляются взрослые из бара, хватают отца Марка и успешно привязывают его к столбу изолентой.

## Производство
Прототипом образа Ребекки послужила Ребекка Силфон, обучавшаяся на дому студентка, выигравшая национальный конкурс по произношению слов.
Название серии является отсылкой к популярному в Америке наименованию образовательных материалов — «Hooked on Phonics» (Увлекательная фонетика).

## Восприятие
Сайт IGN включил эпизод в свой список десяти лучших эпизодов сериала «Южный Парк».
Ронни Джеймс Дио положительно отозвался о сделанной на него пародии. По словам Дио, изначально он был против этой затеи, но создатели сериала заверили его, что являются его большими поклонниками и результат ему понравится. Дио признал эпизод забавным.